# Dorfkirche Würchhausen

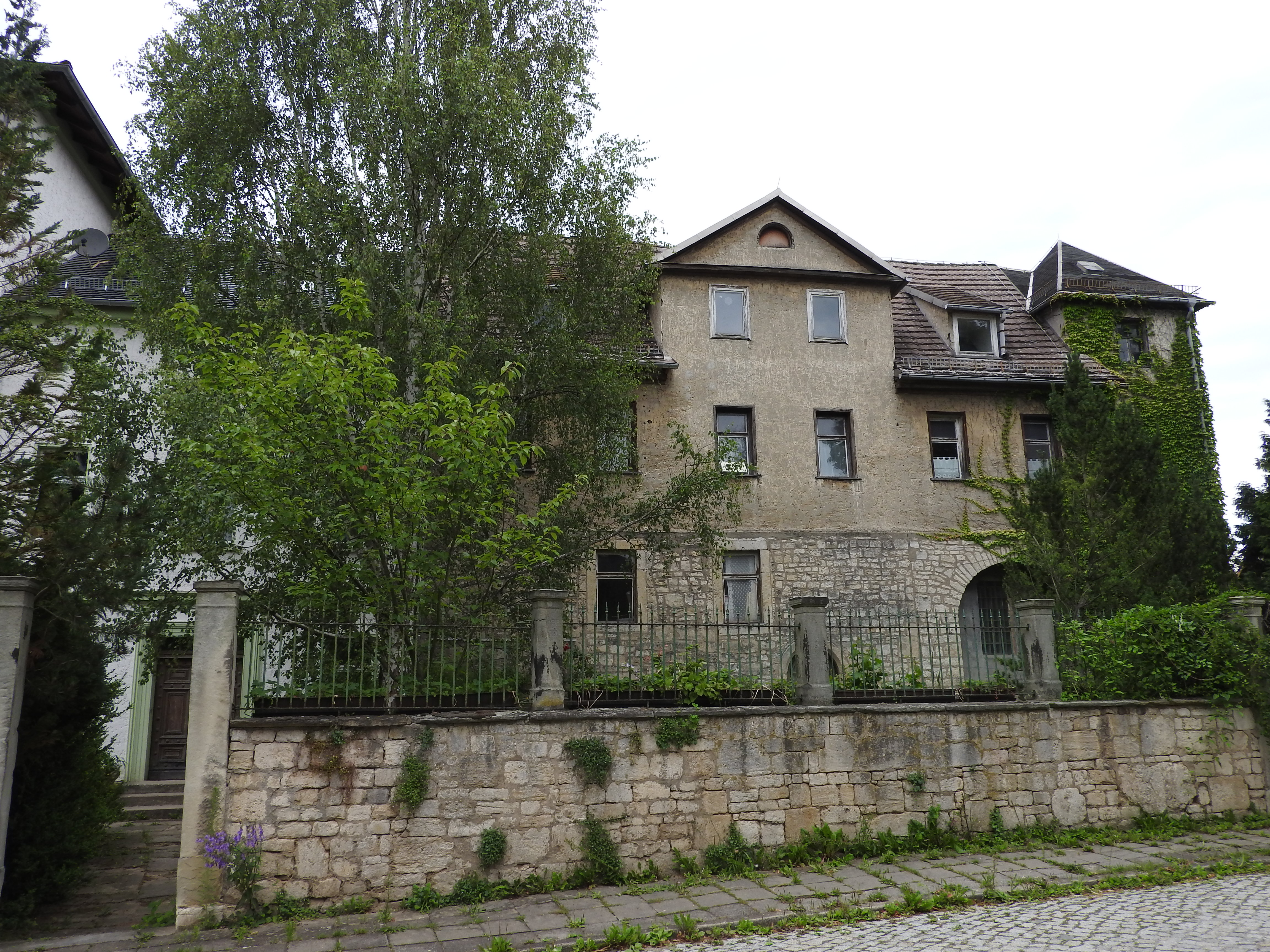
Altes Rittergut in Würchhausen mit mittelalterlicher Kapelle im Privatbesitz

Die Dorfkirche Würchhausen steht im Ortsteil Würchhausen des Ortes Wichmar der Stadt Camburg im Saale-Holzland-Kreis in Thüringen.

## Geschichte
Paul Lehfeldt schreibt 1890, dass der Ort Würchhausen hauptsächlich aus einem Gutshof besteht, in dem eine Dorfkirche integriert ist. Er hebt hervor, dass die gutseigene Kirche eine romanische Choranlage mit einem Triumphbogen auf zwei schweren Pfeilern mit Kapitellen und Turmunterbau ruhend besitzt. Der Kirchturm wurde 1570 erbaut und die Anlage damals erweitert.
Der Sakramentsschrein steht an der Chornordseite mit spätgotischen Schweifbögen von Blumen umsäumt und mit Giebelblumen gekrönt. Die Tür ist aus Gitterwerk.
Die Altarplatte ist auf zwei Platten gestellt. Eine Gedenktafel an der Chorseite erinnert an Vorgänger. Das Wappen im Westchor ehrt wohl das Adelsgeschlecht Münch. Von 1494 bis 1570 besaß Herrmann von Münch das Gut und hat wahrscheinlich das Gotteshaus integriert.
Ein barockes Gemälde befindet sich an der Ostseite und ein Kupferstich an der Südseite des Raumes.
Die Glocken sind aus dem Jahr 1890. Das ehemalige Gutshaus mit Kirche ist nach der Wende wieder in privater Hand.
Die Orgel wurde 1959 nach Mertendorf überführt. Eine zweiflüglige Gedenktafel aus dem 17. Jahrhundert wurde zur Sicherung dem Stadtmuseum Camburg geschenkt und wird dort ausgestellt.